# Моравче
Моравче (словен. Moravče) — поселення в общині Моравче, Осреднєсловенський регіон, Словенія. 
Висота над рівнем моря: 380,3 м.